# ペシオンヴィル
ペシオンヴィル（ハイチ語：Pétion-Ville）は、ハイチ・西県のポトプランス郡にある都市。人口は37万6834人（2015年推計）。首都ポルトープランスの東に位置し、都市圏の一部である。歴史的には高級住宅街であり、政治家や実業家、外国人の邸宅が建ち並んでいるが、近年は山麓の傾斜地にスラムが形成されており、富と貧困が混在する自治体に変貌している。

## 人口
- 2003年：28万3052人
- 2009年7月1日：27万1175人
- 2015年：37万6834人

## 歴史
1831年に建設された。
南ハイチ共和国初代大統領のアレクサンドル・ペションに因んで名付けられた。
2008年9月7日、ペシオンヴィル学校倒壊事故が発生した。
子供を中心に少なくとも93人が死亡し、150人以上が負傷した。
2010年1月12日、ハイチ地震が発生した。
市内では病院が崩壊した。
アメリカ軍がペシオンヴィル・ゴルフ・クラブにテント村を造り、5〜8万人のハイチ人が暮らした。
テニス場にはアメリカ軍の 第82空挺師団が駐屯した。
このクラブは1930年代に建設され、当時は約300人しか所属していなかった。
クラブハウスは野外病院として使われた。
2月上旬、イスラエルのイスラエイドとアメリカの国際祝福作戦が中心となり、テント村に子供達の為に教育施設を開設した
この教育施設は当初は、イスラエル国防軍の野外病院内に設置されていた。
2021年7月7日には、当時の大統領だったジョブネル・モイーズが同地にある住宅で暗殺された。